# Округ Морис (Канзас)
Округ Морис (енгл. Morris County) је округ у америчкој савезној држави Канзас. По попису из 2010. године број становника је 5.923. Седиште округа је град Каунсил Гроув.

## Демографија
Према попису становништва из 2010. у округу је живело 5.923 становника, што је 181 (3,0%) становника мање него 2000. године.
| Група             | 2000.         | 2010.         |
| Белци             | 5.871 (96,2%) | 5.572 (94,1%) |
| Афроамериканци    | 21 (0,3%)     | 25 (0,4%)     |
| Азијати           | 14 (0,2%)     | 14 (0,2%)     |
| Хиспаноамериканци | 136 (2,2%)    | 212 (3,6%)    |
| Укупно            | 6.104         | 5.923         |